# Lizzy Borden
Ne doit pas être confondu avec Lizzie Borden.
Pour les articles homonymes, voir Lizzy Borden et Borden.
Lizzy Borden est un groupe de heavy metal américain, originaire de Los Angeles, en Californie. En 2013, le groupe recense quatre présences aux classements musicaux américains. Lizzy Borden est également le nom de scène du principal chanteur du groupe.

## Biographie

### Débuts (1983-1993)
Le groupe est formé en 1983 par les frères Lizzy Borden (née Gregory Charles Harges) et Joey Scott Harges. Le groupe se fait remarquer grâce à leur titre Rod Of Iron présenté dans la compilation Metal Massacre IV au label Metal Blade Records. Le groupe signe chez Metal Blade en 1984 et fait paraître son premier EP Give 'Em The Axe en mai cette même année. Le groupe s'inspire du nom de Lizzie Borden, une femme accusée et acquittée pour meurtre à la fin du XIXe siècle.
En 1985, le guitariste Alex Nelson remplace Tony Matuzak, puis présent pour la première fois dans l'album live intitulé The Murderess Metal Road Show. En 1987, le groupe atteint un pic commercial avec leur troisième parution, Visual Lies, présentant les débuts de Joe Holmes avec le groupe. Le premier single de l'album Me Against The World est présenté dans le film Black Roses. En 1989, le groupe fait paraître Master of Disguise au label Metal Blade ; ce LP est commercialisé le 15 juillet 1989 et est, depuis, devenu un classique du genre. Le groupe fait fréquemment la promotion de l'album live. Le groupe est également présent dans le documentaire intitulé The Decline of Western Civilization Part II: The Metal Years  réalisé par Penelope Spheeris.
Au début des années 1990, l'activité du groupe ralentit à la suite du changement de la scène metal et de l'émergence grandissante du grunge ; le chanteur Lizzy, le bassiste Marten Andersson et le batteur Joey Scott jouent au groupe clam Diamond Dogs (plus renommé Starwood).

### Réunion, décès d'Alex Nelson et pause
Au début des années 2000, le groupe redevient actif, avec 3/5 du line-up originel présent (Borden, Joey Scott & Alex Nelson), accompagné du bassiste Marten Andersson. Le 17 mai 2004, le guitariste Alex Nelson est tué lors d'une collision en voiture. Lizzy Borden se dissout peu après. Dans une entrevue effectuée en 2008 chez Lucem Fero, le chanteur Lizzy Borden exprime des regrets lié à son décès.

### Seconde réunion (depuis 2006)
En 2006, Lizzy Borden se regroupe avec le nouveau guitariste Ira Black ; s'ensuit de la parution de l'album Appointment with Death en 2007 à l'international. L'album présente quelques apparitions de George Lynch (Dokken, Lynch Mob), Dave Meniketti (Y&T), et de Corey Beaulieu (Trivium), parmi d'autres. Le vidéoclip du titre Tomorrow Never Comes est nommé vidéo de l'année au Top 25 Metal Videos of 2008 du MTV's Headbangers Ball. La vidéo qui suit, cette fois pour le titre Under Your Skin est diffusée en avril la même année. Début 2008, le groupe annonce de nombreuses dates de tournées comme au Sweden Rock Festival (Suède), Kobetasonik (Espagne) et au Bang Your Head (Allemagne). En novembre 2008, Lizzy Borden participe à une tournée américaine aux côtés de Lordi. Le 24 janvier 2009, l'ancien guitariste du groupe, Corey James, meurt dans un accident de voiture,.
En 2010, Lizzy Borden participe à des dates européennes et américaines, dont le festival Wacken Open Air en 2010, l'Alcatraz Metal Festival, les Leyendas del Rock (annulés) et le festival Elsrock. En 2011, Lizzy Borden lance la tournée Summer of Blood en Amérique du Nord, suivie d'une version européenne nommée Death Takes a Holiday Tour. En 2012, Lizzy Borden participe à de nombreux festivals Open Air au Mexique et en Europe. En 2013, Lizzy Borden participe à leur nouvelle tournée, 30 Years of American Metal, au 70000 Tons of Metal. Le groupe participe ces dernières années à l'élaboration de l'album Appointment With Death. En janvier 2014, le guitariste Dario Lorina quitte le groupe après avoir rejoint Black Label Society. Le 1er août 2014, Lizzy Borden joue au Incheon Pentaport Rock Festival avec l'ancien guitariste Ira Black.
Au début de 2016, Lizzy Borden signe un nouveau contrat avec Metal Blade pour un nouvel album originellement prévu dans l'année. My Midnight Things sortira finalement le 15 juin 2018.

## Membres

### Membres actuels
- Lizzy Borden – chant (depuis 1983)
- Joey Scott – batterie (depuis 1983)
- Mårten Andersson – basse (depuis 1992)
- Dario Lorina – guitare (depuis 2009)

### Anciens membres
- Gene Allen – guitare (1983–1988)
- Tony Matuzak – guitare (1983–1985 ; décédé février 2021)
- Steve Hochheiser – basse (1983)
- Michael Davis – basse (1983–1988)
- Alex Nelson – guitare (1984–1986, 1989–2004 ; décédé 2004)
- Joe Holmes – guitare (1987–1988)
- Brian Perry –  basse  (1989–1992)
- David Michael Philips - guitare (1989–1996, 2000)
- Corey James Daum – guitare (1989–1996 ; décédé en 2009)
- Ronnie Jude - guitare (1989)
- Joe Steals – guitare (pour Starwood) (2003–2004)
- Ira Black – guitare (2006–2008)
- Chris Sanders – guitare (2007–2010)
- AC Alexander – guitare (2010–2012)

## Discographie

### Albums studio
- 1985 : Love You to Pieces
- 1986 : Menace to Society
- 1987 : Visual Lies
- 1989 : Master of Disguise
- 2000 : Deal With The Devil
- 2007 : Appointment With Death
- 2018 : My Midnight Things

### EPs
- 1984 : Give 'Em the Axe
- 1987 : Terror Rising

### Album live
- 1986 : The Murderess Metal Roadshow

### Compilations
- 1990 : Love You to Pieces/Give 'Em the Axe
- 1994 : The Best of Lizzy Borden
- 1995 : Terror Rising/Give 'Em the Axe